# Кишкино (Щолковський міський округ)
Ки́шкино (рос. Кишкино) — присілок у складі Щолковського міського округу Московської області, Росія.

## Населення
Населення — 11 осіб (2010; 11 у 2002).
Національний склад (станом на 2002 рік):
- росіяни — 100 %